# Памятник жертвам Львовского гетто

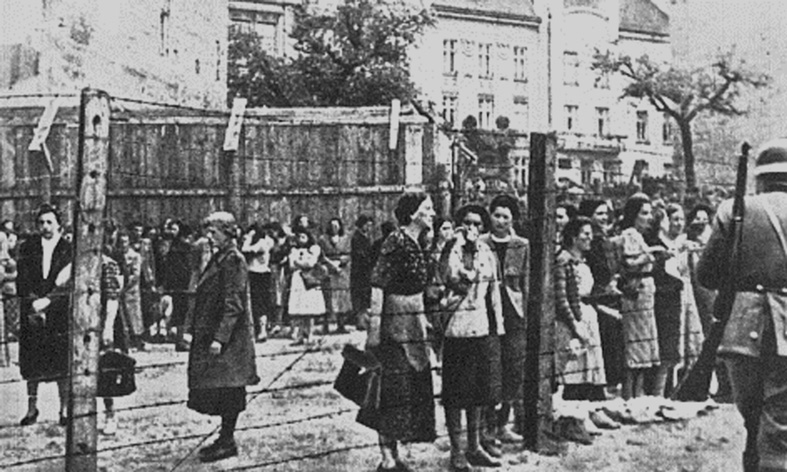
Внутренний двор тюрьмы на Лонцкого в 1942 году.

Памятник жертвам Львовского гетто (или Мемориал жертвам еврейского гетто, Памятник жертвам Холокоста) — памятник жертвам Холокоста во Львове, установлен на проспекте Вячеслава Черновола, на месте бывшего еврейского гетто, где уничтожили десятки тысяч мирных граждан-евреев (детей, женщин и стариков). Открыт в 1992 году, в память третьего по величине гетто Европы (после гетто Варшавы и Лодзи) и евреев, убитых нацистами и коллаборационистами. Накануне войны в городе Львов проживало 340 тысяч человек. После войны там (в канализации) смогли спастись всего 300 человек.

## Описание памятника
Памятник представляет собой бронзовый семисвечник, под которым на гранитной плите написано: «Пам’ятай і в серці збережи» («Помни и в сердце сохрани»). За семисвечником небольшая аллея (имитация «дороги смерти»), в конце которой стела в образе старика, который поднял к небу голову и руки, а под ней памятные плиты. Авторы памятника — скульпторы Л. Штернштейн и Ю. Шмуклер и архитектор В. Плиховский.

## История
История памятника начинается с 1988 года, когда Общество еврейской культуры им. Шолом-Алейхема в Киеве инициировало идею его строительства и представило проект памятника. Автором проекта была жительница Львова, а впоследствии жительница Иерусалима, украинский скульптор и педагог Луиза Иосифовна Штеренштейн (28 июня 1926 — 21 декабря 2015), заслуженный художник УССР (1990).
Изначально место было выделено на самой окраине города, на еврейском кладбище (за пределами гетто). Пошла долгая череда уговоров, после которой с огромным трудом удалось добиться места под памятник там, где было гетто, в районе трагически известных «ворот смерти»
Деньги на памятник собирали всем миром. Пожертования были от еврейской общины Львова, деньги вносили израильский бизнесмен Саул Лильен, комитет Семёна Заславского, а также бюджет Львова и Львовской области. Проект памятника был одобрен львовским городским Художественным советом, и к работе приступил архитектор Василий Плиховский. В монтировании памятника принимали участие Мирон Бугай, Борис Волк, Игорь Кушлик, Юрий Сикачевский, Виктор Чижиков.
23 августа 1992 года мемориальный комплекс был торжественно открыт.

### Акты вандализма и антисемитизма
1. 21 марта 2012 года[6] вандалы облили памятник синей и красной краской[2]. На устранение следов вандализма ушел месяц. Активисты культурного общества им. Шолом-Алейхема отмыли от краски только могильные плиты; полностью памятник от краски им очистить не удалось из-за того, что он был слишком высоким, на помощь пришли специалисты PikArt group[7].
2. 8 апреля 2013 года была уничтожена часть памятника и украден железный забор. По факту было открыто уголовное производство[2].
3. 24 июня 2016 года[8] вандалы облили зелёной краской мемориал жертвам еврейского гетто, как саму скульптуру, так и памятные таблицы. Была вызвана полиция[9]. Это произошло за месяц до 75-й годовщины Львовского погрома[10]. Никто задержан не был.